# Santuario di Maria Santissima del Carmelo
Il santuario di Maria Santissima del Carmelo è un luogo di culto cattolico di Palmi. L'edificio è ubicato nel centro storico e prospetta sulla piazza del Carmine. La chiesa è sede dell'omonima confraternita e di un convento di frati dell'ordine carmelitano e, al suo interno, custodisce la miracolosa statua della Madonna del Carmine.

## Storia
Attorno al 1540 sorse a Palmi, ad opera del maestro provinciale Angiolo Emiliano, un angusto convento di carmelitani. La chiesa accanto al convento, che era ubicato fuori le mura cittadine, fu inizialmente dedicata alla Madonna di Loreto, ed è citata nella visita ex limina a Palmi di mons. Marcantonio Del Tufo, vescovo della diocesi di Mileto, effettuata nel 1586. La chiesa, con bolla vescovile del 9 giugno 1609, venne concessa all'ordine Carmelitano.
Il 21 aprile 1652, con la riforma papale di Papa Innocenzo X, il convento dei carmelitani venne soppresso. Dopo la soppressione del convento, la rendita di 110 ducati che se ne ricavò venne assegnata dalla diocesi di Mileto ad un cappellano, con alcuni obblighi. Ai padri carmelitani subentrarono quindi dei sacerdoti secolari che, con la collaborazione dei fedeli, istituirono intorno al 1689 la confraternita di "Nostra Signora del Carmine". Nell'antica chiesa, più piccola dell'attuale, in una cornice sopra l'altare maggiore era posta un'immagine su tela ad olio della Madonna del Carmine nell'atto di consegnare lo scapolare a san Simone Stock.
La chiesa subì delle lesioni a seguito del terremoto del 1638, e venne in seguito riparata. In quel secolo e nel successivo (fino al 1795), il luogo di culto fu adoperato anche per la sepoltura dei fedeli e, tra gli altri, nel 1678 vi trovò sepoltura l'architetto e scultore Innocenzo Mangani.

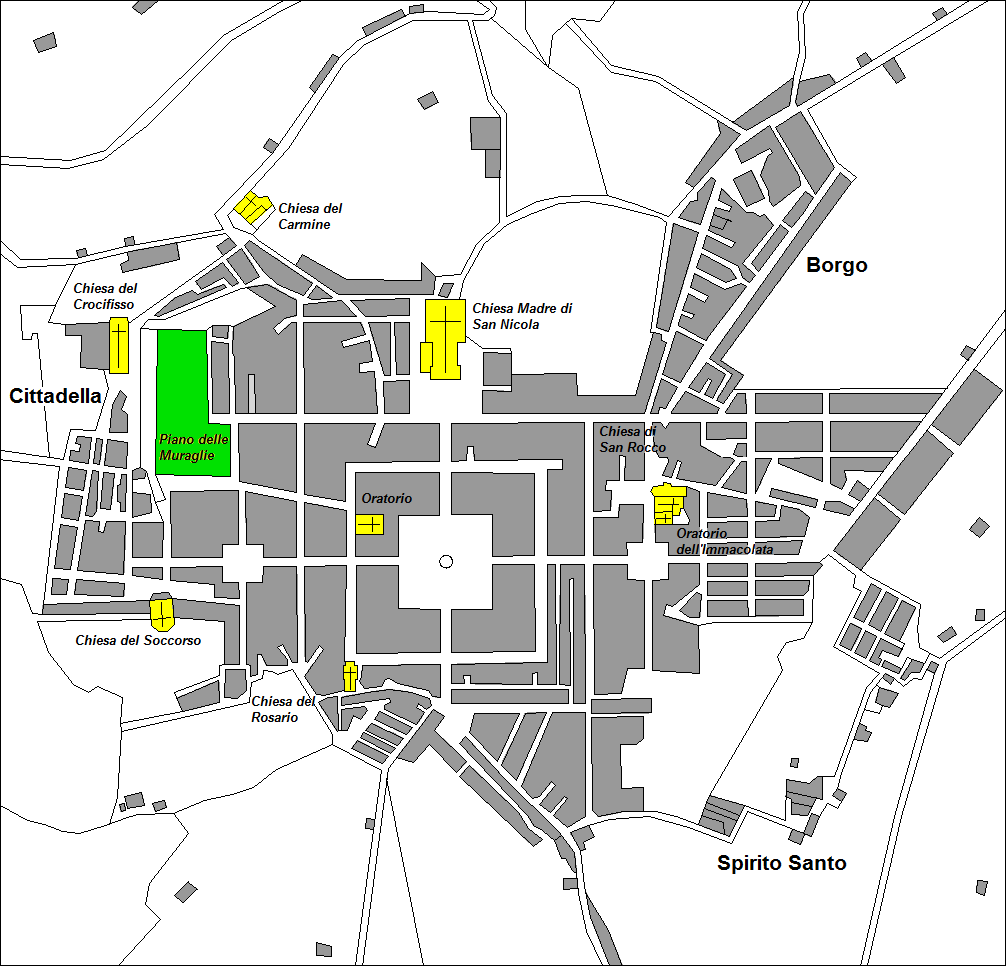
Localizzazione della chiesa del Carmine nella pianta ottocentesca di Palmi.

Nei documenti della visita del 1707 di mons. Domenicantonio Bernardini vescovo della diocesi di Mileto, la chiesa già intitolata a Santa Maria di Monte Carmelo presentava ancora l'altare laterale dedicato a Santa Maria Lauretana.

Il luogo di culto è citato nuovamente come «dentro le mura» nella deposizione del 1740 dell'arciprete di san Nicola don Bruno Trifiletti, per l'elevazione della chiesa madre a collegiata. 

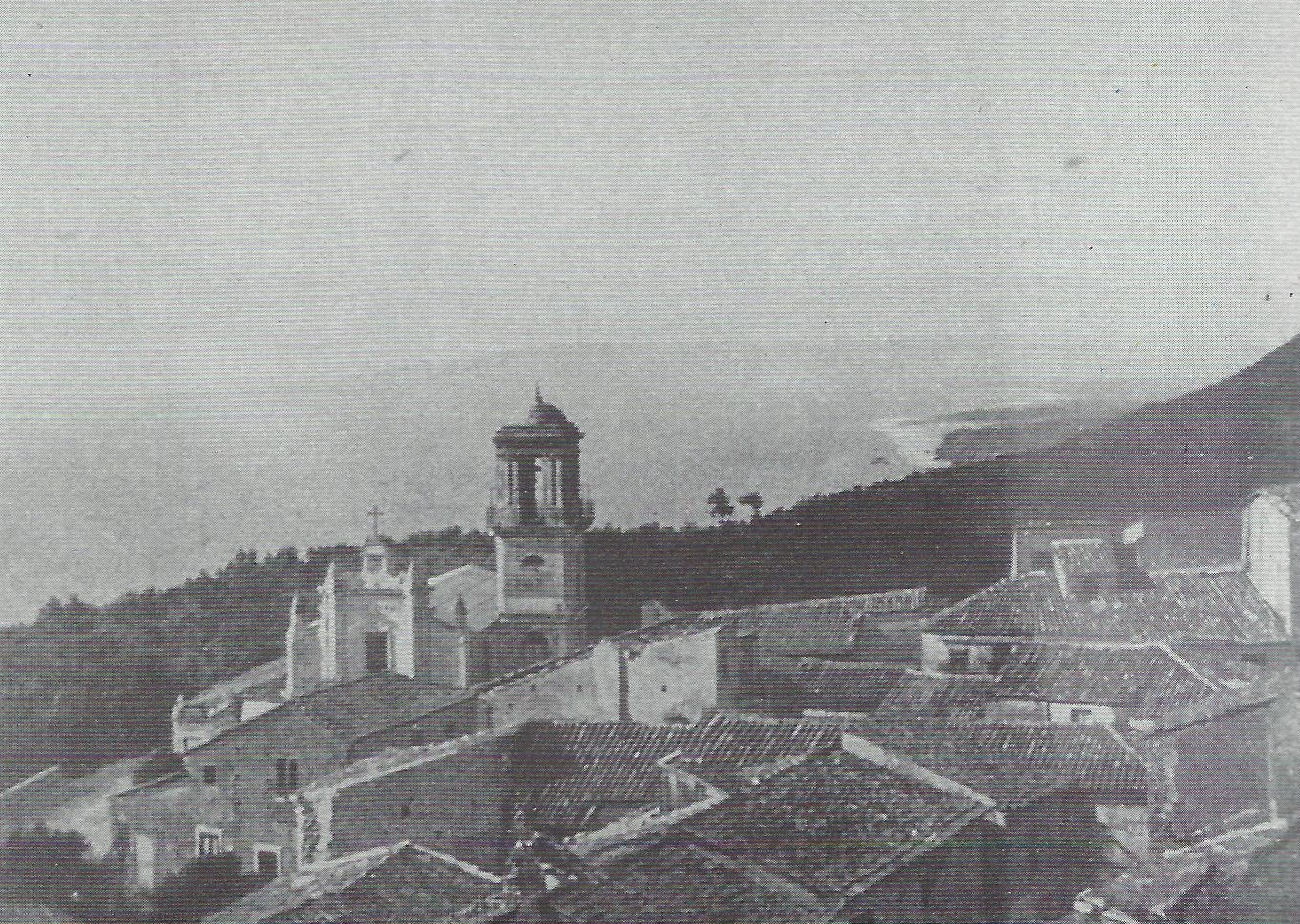
L'antica chiesa del Carmine, danneggiata dai terremoti del 1783, 1894 e 1908.

La chiesa cadde invece rovinosamente a seguito del terremoto del 1783. Dopo tale evento, la congrega si accinse alla ricostruzione dell'edificio e ne completò l'opera rustica, abbellendola per il culto ed arredandola di scanni per i numerosi confratelli. La provvide di dipinti, tra cui due grandi pale d'altare alle pareti laterali della chiesa, pregevoli opere del maestro Carmelo La Scala, delle quali una raffigurante il Sacro Cuore di Gesù e l'altra santa Monica e sant'Agostino.
Il terremoto del 1894, che il 16 di novembre distrusse la città di Palmi, rovinò anche la chiesa del Carmine. Lasciando una parte degli stucchi eseguiti dallo scultore Francesco Morani da Polistenae come da contratto datato 17 giugno 1850, ancora conservato presso la famiglia e cioè gli Angeli dell'arco maggiore e forse altri ornati. Durante questo evento sismico, e nei giorni che lo precedettero, si verificarono dei prodigi attribuiti alla statua della Madonna del Carmine, riconosciuti in seguito come veritieri dalla chiesa cattolica. Il 27 gennaio 1895, la congrega del Carmine deliberò che la chiesa fosse riaperta al culto.
Ancora con il terremoto del 1908 la chiesa subì nuovamente danni gravissimi, ma la congrega provvide alle riparazioni e ricostruzioni, che durarono dal 1918 al 1930, su progetto di padre Carmelo Umberto Angiolini, con successive modifiche dell'ing. Vittorio Storchi, ad opera di maestranze calabresi. I Padri Carmelitani di Puglia, dopo un'assenza di circa tre secoli, il 1º luglio 1927 presero possesso del santuario ed il 6 ottobre fu canonicamente eretto il Terz'Ordine Carmelitano. Il 16 novembre 1944, in occasione del 50º anniversario del miracolo del 1894, la chiesa venne consacrata.
Nel secondo dopoguerra vennero realizzate l'attuale facciata (tra il 1947 e il 1949), gran parte del convento e una scuola materna.
Nel 1970 vi fu invece l'adeguamento della chiesa alla riforma liturgica post Concilio Vaticano II, con l'aggiunta di una mensa marmorea sul presbiterio e la rimozione delle balaustre che lo dividevano dall'aula.
Nel 1979 il luogo di culto e tutta la città di Palmi passarono dalla giurisdizione della diocesi di Mileto a quella nuova di Oppido Mamertina-Palmi.
Nel 1983 vennero inaugurate delle opera d'arte nel sagrato e nella piazza davanti alla chiesa mentre nel 1988 vennero eseguiti alcuni lavori di restauro dell'intero complesso.
Il 16 novembre 1994 la chiesa, con bolla vescovile, venne eretta a santuario.
Nel 2007 e nel 2012 (questi ultimi su progetto dell'arch. Santino Paladino) sono stati eseguiti ulteriori lavori di restauro del santuario e del sagrato.
Il luogo di culto è stato elevato a chiesa giubilare in occasione del Giubileo ordinario del 2025.

## Descrizione

### Esterno
La facciata del santuario è a capanna, risulta incorniciata da due coppie di lesene in travertino bianco con ornamenti corinzi, poste all'estremità della stessa e che si innalzano da una zoccolatura in marmo, che si sviluppa per tutta la larghezza della facciata. le due coppie di lesene sorreggono un frontone triangolare, delimitato da una modanatura con cornice, al cui interno è posto lo stemma in marmo dell'Ordine carmelitano. Centralmente è collocato un piccolo portale composto da due colonne composite, entro il quale si apre l'unico ingresso del santuario, posto a livello del sagrato e alla cui cima si trova un timpano spezzato. Sopra il portale si trova una finestra centinata nei cui vetri, dal 2012, è riprodotta l'immagine della Madonna del Carmine. Sulle coppie di lesene sono collocati gli stemmi vescovili e papali, in bronzo, riferiti al 1894 e al momento di realizzazione degli stessi (mons. Antonio Maria de Lorenzo, mons. Benigno Luigi Papa, papa Leone XIII e papa Giovanni Paolo II). Ai lati del portale sono invece apposte due iscrizioni, anch'esse in bronzo. La facciata è conclusa, nel punto più alto, da una croce di Gerusalemme in ferro.
Le facciate laterali risultano libere solamente nella parte alta, poiché inglobate dal complesso del convento, e in esse sono collocate tre piccole finestre per entrambi i lati.
La copertura, con manto in tegole, è a doppia falda tranne per l'abside, nella quale risulta a padiglione.
Il campanile è a vela, realizzato nella parte posteriore dell'edificio.
Nel sagrato si trovano, ai lati del portone d'ingresso al santuario, due leoni in bronzo. I due leoni rappresentano l'allegoria rispettivamente del «terremoto» e de «la fiducia del popolo nella protezione da parte della Madonna». Il 16 novembre 1944, cinquant'anni dopo miracolo della Madonna del Carmine di Palmi, l'amministrazione comunale intitolò la piazza antistante la chiesa come «Piazza Carmine nel 50° del miracolo». Sempre nella suddetta piazza è collocato l'obelisco dedicato alla Madonna del Carmine. L'inaugurazione dell'obelisco avvenne l'8 maggio 1983, in concomitanza con il secondo centenario del terremoto del 1783. Il monumento è formato da un'alta stele di granito, sulla cui cima vi è collocata una statua in bronzo della Madonna del Carmine. L'opera fu realizzata dalla ditta Attilio De Luca di Napoli e la stele venne squadrata da maestri d'arte locali, guidati da Antonio Romeo.

### Interno

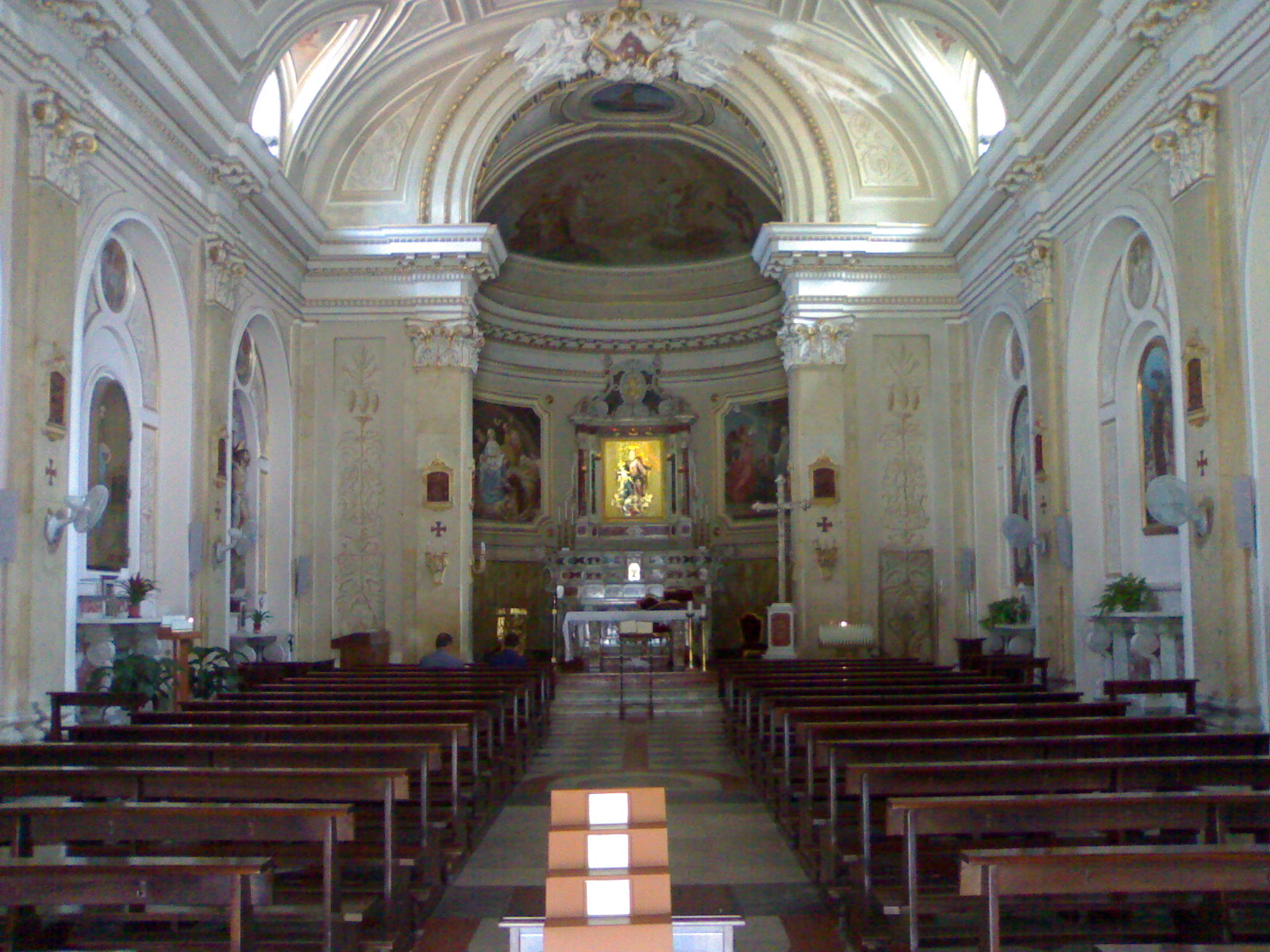
L'interno del santuario.

Al suo interno il santuario è formato da una sola navata rettangolare, che termina con un'abside curvilinea. La navata corrisponde all'aula, mentre il presbiterio, rialzato di due gradini rispetto al resto dell'edificio, è collocato all'interno dell'abside.

#### Navata

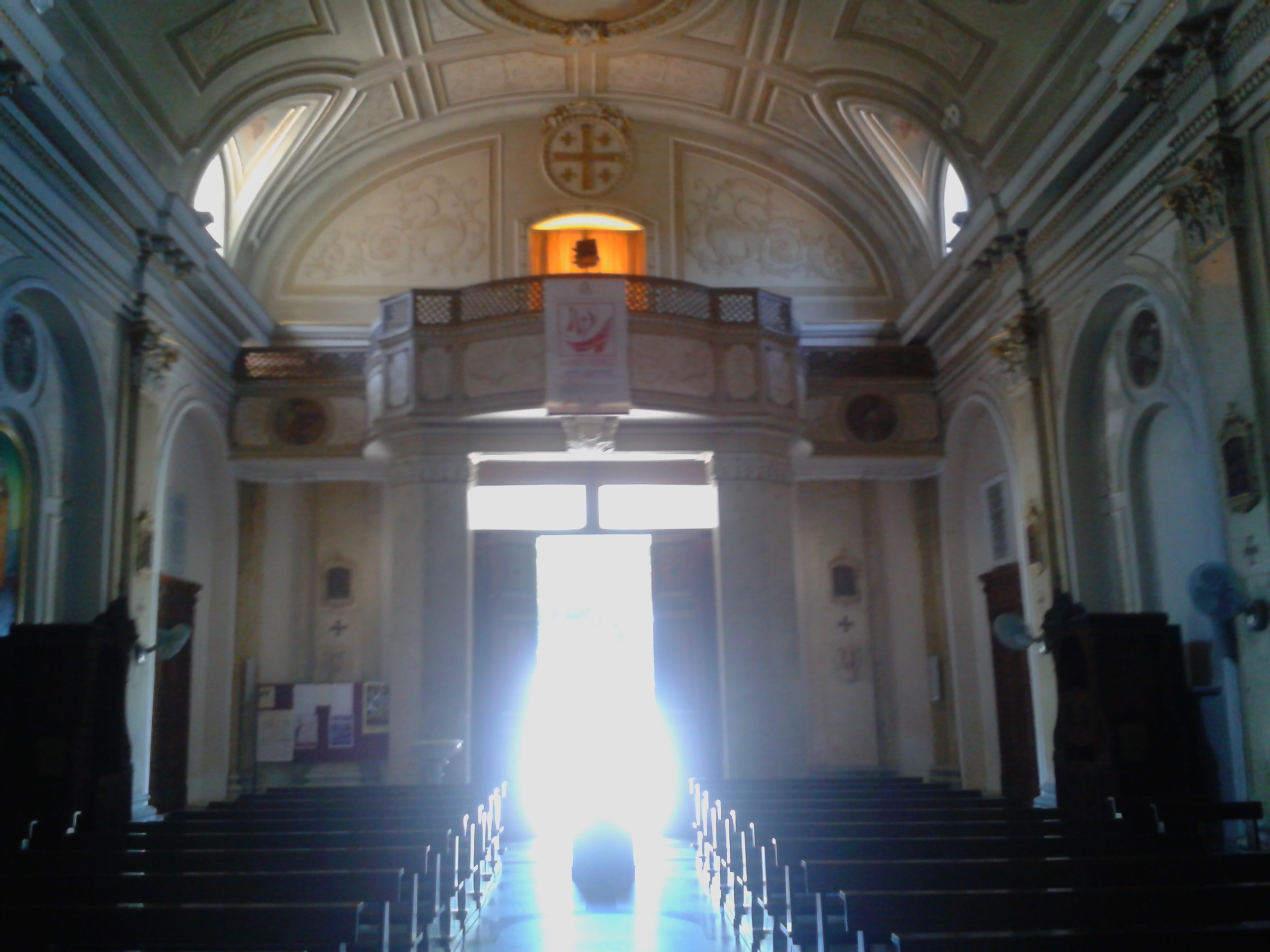
La controfacciata del santuario.

Nella controfacciata è posta, in corrispondenza dell'ingresso, una bussola sovrastata da una cantoria, con diverse profondità e avente larghezza pari a tutta la controfacciata stessa. Nel parapetto della cantoria sono disposti tre medaglioni a tempera su intonaco raffiguranti angeli musicanti (XX secolo), opera di Sebastiano Corti Consoli. Ai lati della bussola sono collocate due cornici con dipinte altrettante Stazioni della Via Crucis (XX secolo), realizzate in legno intagliato e scolpito dall'artista Fortunato Messina, mentre alla sommità della parete è posto un medaglione raffigurante la Croce di Gerusalemme.
Le pareti laterali risultano scandite verticalmente da capitelli corinzi addossati, che le suddividono in cinque campate ciascuna con arcate cieche, entro le quali sono disposti gli altari laterali e le opere d'arte. Sopra di esse si sviluppa una cornice aggettante, sormontata da tre finestre per lato. Tutti gli altari laterali, progettati da padre Carmelo Umberto Angiolini, sono realizzati in marmo bianco scolpito e policromo intarsiato.
Partendo dall'ingresso, nella prima campata di sinistra si trova la porta d'accesso ai locali adibiti a confessionale. Sopra la porta è posizionata una lapide in marmo bianco screziato inciso, commemorativa degli eventi del 1894, che recita:

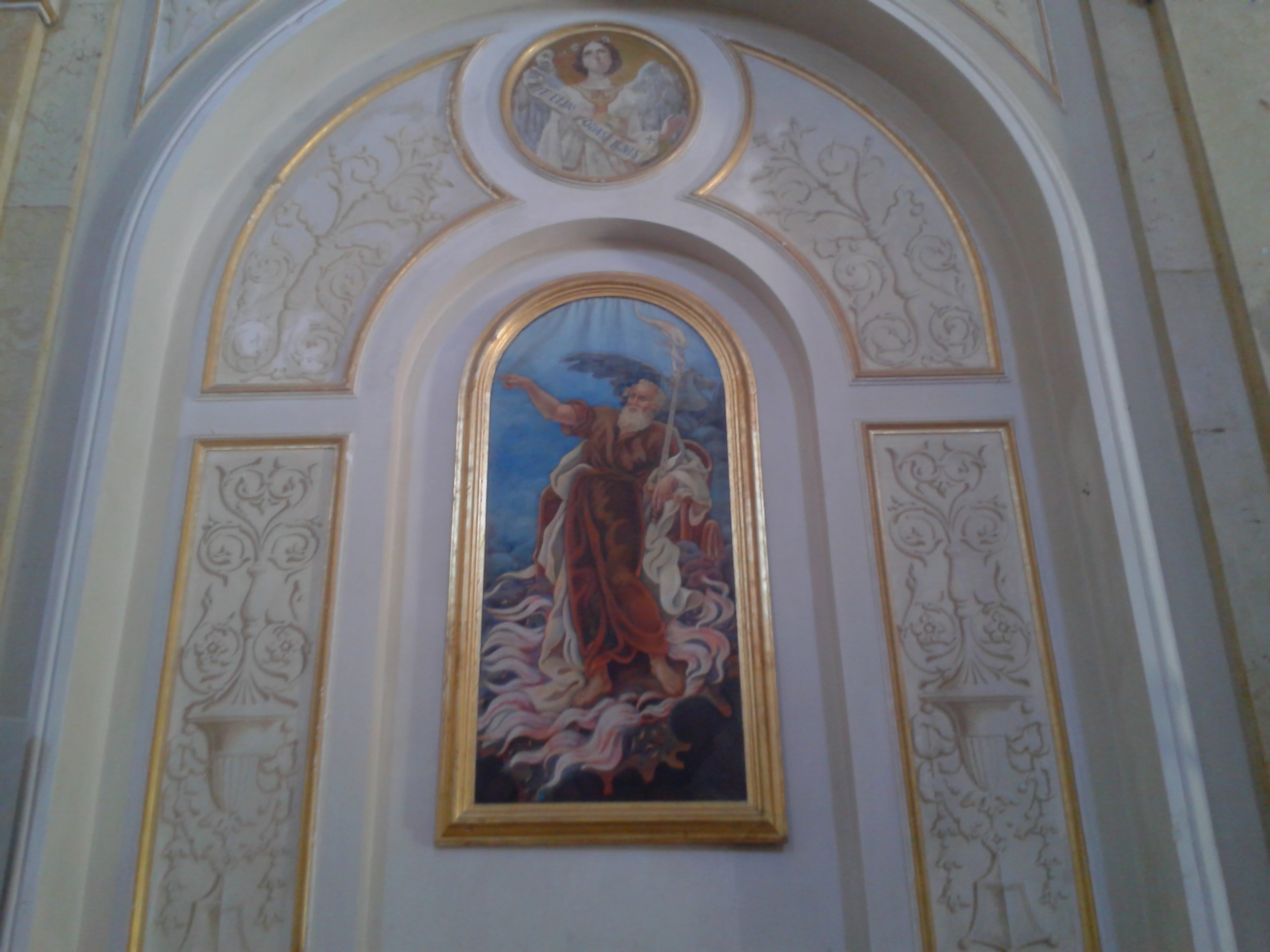
Dipinto di Sant'Elia profeta.

Nella seconda campata è collocata una mensola che sorregge una statua in legno scolpito e dipinto della Madonna di Fátima.
Nella terza campata si trova l'altare laterale di San Giuseppe (XX secolo), con dipinto in olio su tela raffigurante San Giuseppe con Gesù bambino (1933), opera del pittore Roberto Sgrò, sovrastato da un medaglione a tempera su muro, con soggetto un angelo con scritta <<ite ad Joseph>>, dipinto da Sebastiano Conti Consoli.
Nella quarta campata è collocato l'altare laterale del Sacro Cuore di Gesù (XX secolo), con nicchia contenente una statua in legno scolpito e dipinto del Sacro Cuore di Gesù (XX secolo) realizzata dall'artista Luigi Santifaller di Ortisei, sovrastato da un medaglione a tempera su muro, con soggetto un angelo, dipinto da Consoli.
Nella quinta campata è posizionato l'altare laterale del Crocifisso (XX secolo), con crocifisso ligneo dipinto (XX secolo) anch'esso scolpito da Luigi Santifaller, disposto davanti a un dipinto murale a tempera (XX secolo), opera di scuola dell'Italia meridionale, raffigurante un paesaggio e sovrastato da un medaglione a tempera su muro, con soggetto un angelo con scritta <<passus est pro nobis>>, dipinto da Consoli. Di fronte l'altare è collocato l'organo.
Sempre partendo dall'ingresso, nella prima campata di destra si trova la porta d'accesso ai locali della confraternita e del museo. Sopra la porta è posizionata un'altra lapide in marmo bianco screziato inciso, commemorativa degli eventi del 1894, che recita:
Nella seconda campata è collocato l'altare laterale di Santa Lucia (XX secolo), con dipinto in olio su tela raffigurante Santa Lucia (2002), realizzato da Antonio Gambacorta, sovrastato da un medaglione a tempera su muro, con soggetto un angelo con rose, dipinto da Consoli.
Nella terza campata si trova l'altare laterale di Santa Maria Maddalena de' Pazzi (XX secolo), con dipinto in olio su tela raffigurante Santa Maria Maddalena de' Pazzi (1936), opera di Sebastiano Conti Consoli, sovrastato da un medaglione a tempera su muro, con soggetto un angelo con giglio, dipinto anch'esso da Consoli.
Nella quarta campata è posizionato l'altare laterale di Sant'Elia profeta (XX secolo), con dipinto in olio su tela raffigurante Sant'Elia profeta (XX secolo), realizzato da Pina Calì, sovrastato da un medaglione a tempera su muro, con soggetto un angelo con scritta <<surrexit elias quasi ignis>>, dipinto da Consoli.

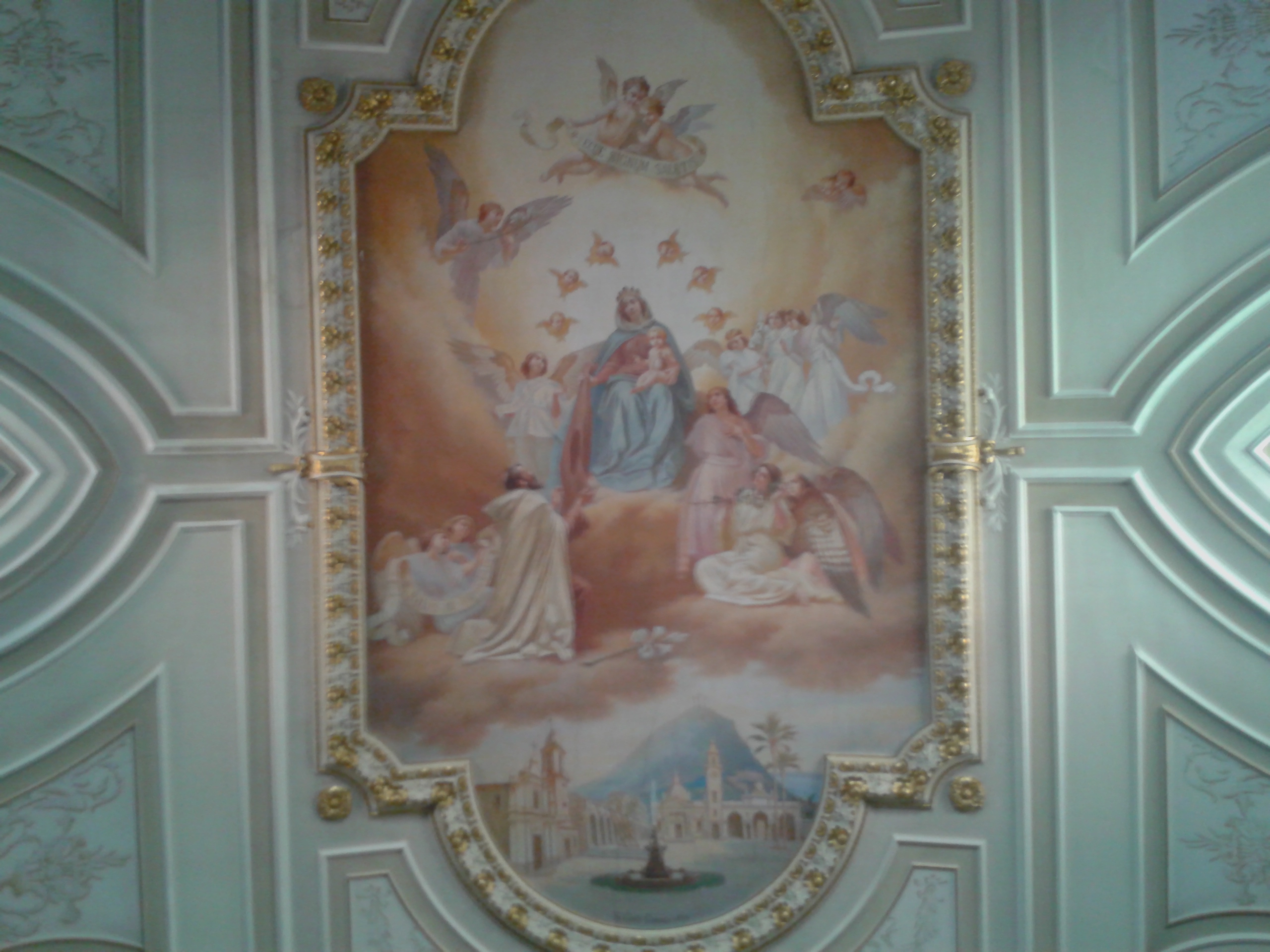
Affresco sul soffitto, che rappresenta la Madonna che consegna lo scapolare a San Simone Stock.

Nella quinta campata è collocato l'altare laterale di Santa Teresa d'Avila e Santa Teresa di Lisieux (XX secolo), con dipinto in olio su tela raffigurante Santa Teresa d'Avila e Santa Teresa di Lisieux con angeli (XX secolo), opera di scuola dell'Italia meridionale, sovrastato da un medaglione a tempera su muro, con soggetto un angelo con scritta <<deus amor meus>>, dipinto da Consoli;
Completano le pareti laterali le restanti Stazioni della Via Crucis (XX secolo), in legno intagliato e scolpito, collocate nei capitelli corinzi addossati e realizzate come detto dall'artista Fortunato Messina.
Nella parete di fondo si apre, tramite un arco trionfale, l'abside. Nella chiave di volta dell'arco è collocato un rilievo in stucco raffigurante due angeli reggi stemma mentre, più in basso, sono posizionate le ultime due Stazioni della Via Crucis.
Il soffitto della navata è formato da una volta a botte, suddivisa in riquadri a stucco. Il soffitto presenta, in corrispondenza delle finestre posizionate nelle pareti laterali, dei dipinti murali a tempera raffiguranti coppie di angeli cherubini, realizzati nel periodo 1932-1936 da Sebastiano Conti Consoli. Gli affreschi realizzati nel soffitto sono sempre opere del pittore Consoli e raffigurano Maria Vergine e angeli (1932), la Madonna che consegna lo scapolare a San Simone Stock (1934), l'Incoronazione della Vergine (1933) e quattro medaglioni raffiguranti i santi carmelitani San Cirillo d'Alessandria, San Battista Mantovano, San Pietro Tommaso e San Giovanni della Croce (1933).
Tutte le pareti e il soffitto sono decorati in stile barocco, in oro a foglia su progetto dell'architetto Nino Bagalà.
La pavimentazione è invece formata da lastre di marmo bianco e grigio disposte in diagonale. Nel corridoio centrale sono disposte invece a scacchiera, mentre inserimenti di altra coloratura a creare dei disegni geometrici.

#### Abside

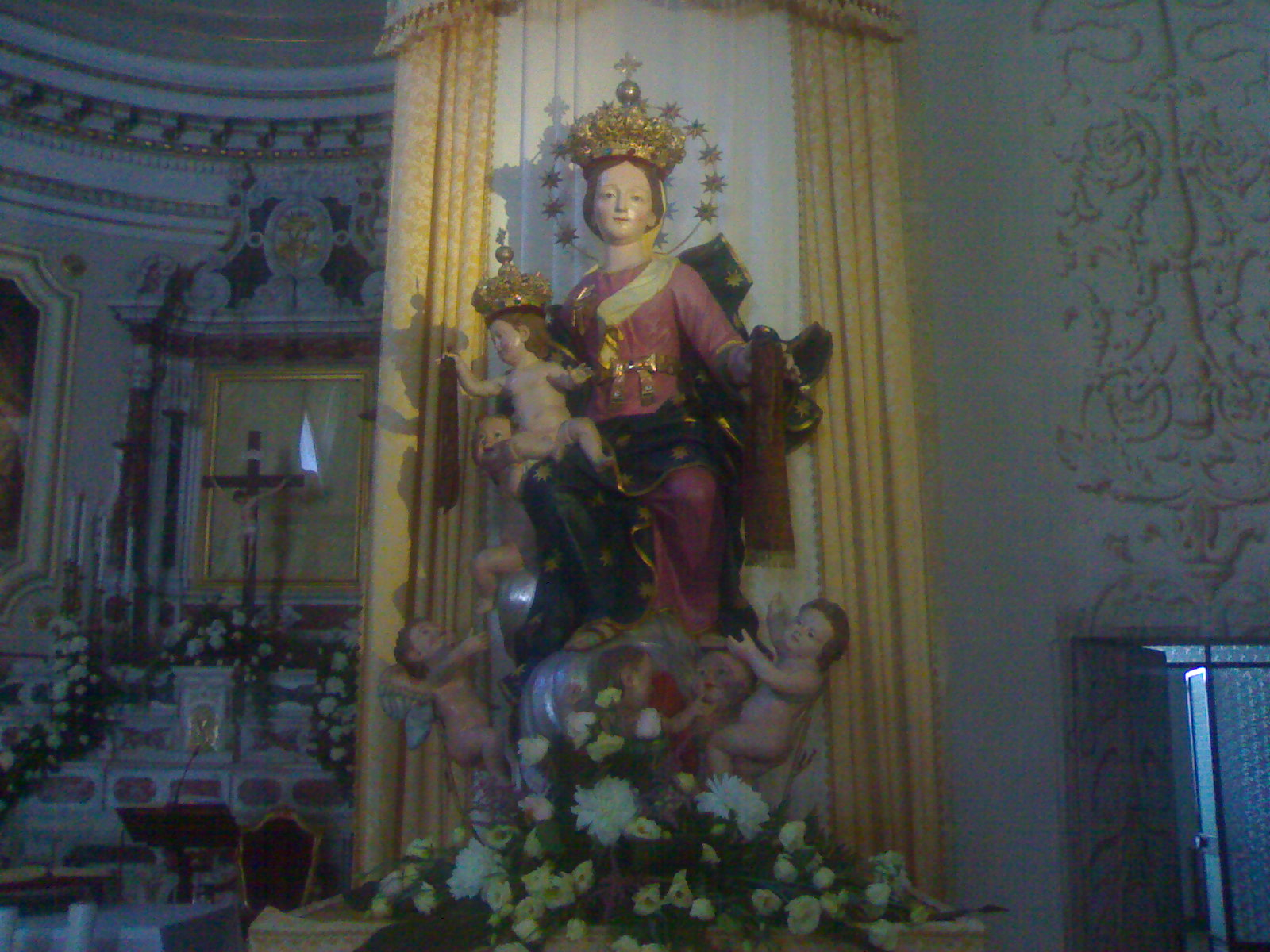
La statua di Maria Santissima del Carmelo, opera di Domenico De Lorenzo, esposta alla venerazione dei fedeli nei giorni della festa del 16 luglio.

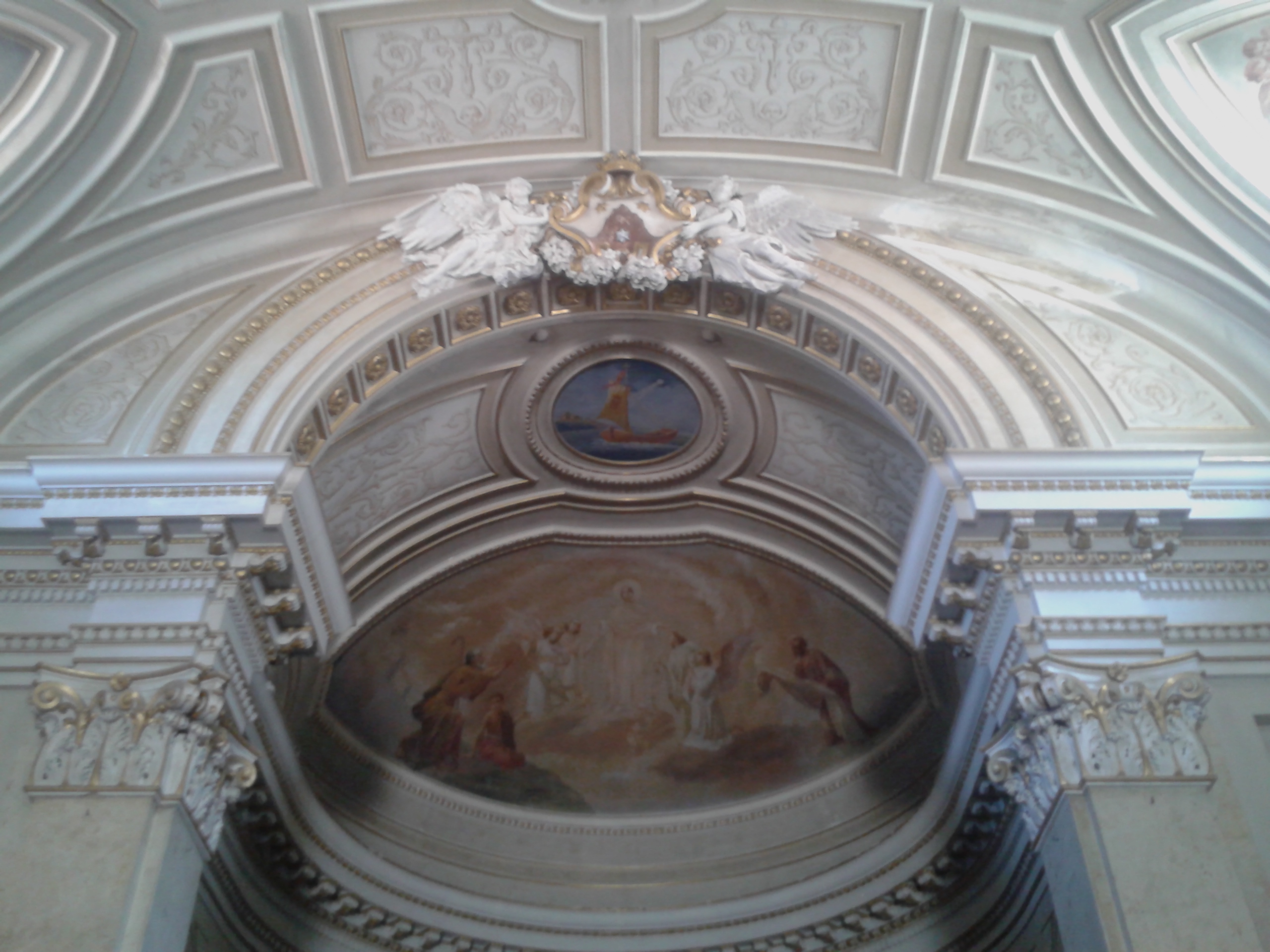
L'arco tra la navata e l'abside e, sullo sfondo, il catino absidale.

Nell'abside, a pianta rettangolare conclusa da una parete di fondo curvilinea, è posizionato il presbiterio. Nella parete sinistra è posta una porta che conduce ai locali del convento, mentre in quella destra è posizionata una porta che immette alla sacrestia. Le pareti risultano decorate da affreschi di Sebastiano Conti Consoli rappresentanti la Annunciazione (1936) e la Adorazione del Bambino (1936), dono del sacerdote Gambacorta, che fanno da cerchio all'altare maggiore.
L'altare maggiore della Madonna del Carmine (1777), addossato alla parete di fondo curvilinea, è realizzato in marmo bianco scolpito e policromo intarsiato ad opera di Paolo Rechichi e Antonio Chitton. Sopra l'altare è posta un'edicola contenente al suo interno il gruppo scultoreo di Maria Santissima del Carmelo e angeli (1782), realizzato in legno di tiglio scolpito e dipinto dallo scultore Domenico De Lorenzo.
Il soffitto dell'abside è chiuso da una semi-cupola e, nel catino absidale, sono raffigurati affreschi rappresentanti l'Esaltazione della Vergine del Carmelo (1933) e della Navicella di Pietro (1936), anch'essi realizzati dal Consoli. Il candelabro pasquale è opera di Fortunato Messina.
La pavimentazione dell'abside è in marmo.

## Festività e ricorrenze
- Festa di Maria Santissima del Carmelo (16 luglio, con processione per le vie cittadine);
- Commemorazione del miracolo del 1894, (16 novembre, con processione per le vie cittadine).

## Titoli
- Santuario diocesano. Il 16 novembre 1994, in concomitanza con le celebrazioni del primo centenario del miracolo della Madonna del Carmine, la chiesa venne eretta a santuario diocesano con bolla vescovile di mons. Domenico Crusco, vescovo della Diocesi di Oppido Mamertina-Palmi.[1]
- Chiesa conventuale. Il luogo di culto, dal 1927, è tornato ad essere anche la chiesa conventuale dell'ordine della Beata Vergine del Monte Carmelo[1] della Provincia Napoletana (presente in Campania, Puglia e Calabria).[43] L'attuale santuario è stata chiesa conventuale di quest'ordine anche nel periodo compreso tra il 1540 ed il 1652.

Inoltre, il santuario è stato elevato a chiesa giubilare della diocesi di Oppido Mamertina-Palmi in occasione del Giubileo ordinario del 2025.
Infine, è la sede della Nobile congrega di Maria Santissima del Carmelo, fin dalla fondazione di quest'ultima avvenuta nel 1689.

## Riconoscimenti
- Provvedimento di tutela tramite decreto della Direzione Generale per i Beni Culturali e Paesaggistici della Calabria, n. 363 del 12 novembre 2009, del «Santuario di Maria Santissima del Carmine», per vincolo architettonico e monumentale.[45]

### Esplicative
1. ↑  Nella chiesa, sprovvista di rendite, veniva celebrata una messa settimanale nell'altare maggiore che era ornato da tre tovaglie e quattro candelieri, e dall'avantaltare di damasco incarnato figurato. Sei tovaglie per l'altare, un calice con la coppa e la patena d'argento, una pianeta bianca di damasco ed un'altra di tela moresca, un camice con l'amitto ed il cingolo e la stola ed il manipolo costituivano l'arredamento. Il luogo di culto non aveva soffitto ne pavimento, l'acquasantiera era di marmo, le spallere «a modo di corretto» e vi erano due campane. La porta mancava di serratura. Le sue dimensioni erano di 25 x 58 palmi (6,592 x 15,294 metri) ed aveva due cappelle. L'altare della Madonna di Loreto era eretto nella chiesa del convento, ed era annesso all'altare maggiore di questa.
2. ↑  Bolla Instaurandae regularis disciplinae (15 agosto 1652) il pontefice rese noti i conventi destinati alla chiusura nella penisola italiana. Furono soppressi i conventi che ospitavano meno di sei monaci
3. ↑  Gli obblighi consistevano nel dover celebrare una messa quotidiana, eccetto un giorno per ogni settimana, di coadiuvare il parroco di san Nicola e di pagare 60 ducati annui ad un ospedale che avrebbe dovuto essere istituito in futuro, lasciando però l'arbitrio al cappellano di dare all'ospedale le case del convento.
4. ↑  La tela è oggi conservata nei locali del convento.
5. ↑  Difatti cadde la volta, la facciata, il campanile e si rovinarono i locali annessi. I preziosi stucchi dell'abside, opera dell'artista calabrese Francesco Morani di Polistena,eseguiti con contratto ancora conservato datato 17 giugno 1850 non subirono invece alcun danno. Rimasero gli angeli sull'arco maggiore e forse altra porzione di stucchi.

### Bibliografiche
1. 1 2 3 4 5 6 7 8 9 10 11 12 13 14 15 16 17 18 19 20 21 22 23   Santuario di Maria Santissima del Carmine <Palmi>, su Le chiese delle diocesi italiane, Conferenza Episcopale Italiana. URL consultato il 18 settembre 2016.
2. ↑   Santuario Diocesano Maria SS del Carmine, su catalogo.beniculturali.it.
3. 1 2 3 4 5 6 7 8 9 10 11 12 13 14 15   La voce del Tirreno, 5 marzo 2009 anno 3 n. 3 (PDF), su lavocedeltirreno.it. URL consultato il 24 settembre 2016 (archiviato dall'url originale il 24 febbraio 2013).
4. 1 2  De Salvo, pag. 151.
5. ↑  Le chiese di Palmi nel 1586, Antonio Tripodi in "Calabria Letteraria" XLV 1997, 4-6, pp. 62-64 Archiviato il 17 settembre 2013 in Internet Archive.
6. ↑  De Salvo, pag. 152.
7. ↑   Toc - Palmi, su vitacarmelitana.org. URL consultato il 13 gennaio 2012 (archiviato dall'url originale il 17 settembre 2011).
8. ↑  Rocco Liberti, pag. 6.
9. ↑   MANGANI, Innocenzo, su treccani.it. URL consultato il 15 settembre 2019.
10. ↑  Rocco Liberti, pag. 35.
11. ↑  De Salvo, pag. 237.
12. ↑  Leopardi, pagg. 170-171.
13. ↑  Leopardi, pagg. 171-172.
14. ↑  Leopardi, pagg. 173-174.
15. 1 2 3 4 5  Leopardi, pagg. 177-180.
16. ↑   pag. 1361 (PDF), su vatican.va. URL consultato il 4 marzo 2013.
17. 1 2   Giubileo 2025: mons. Alberti (Oppido-Palmi), “forza di aprire cammini rinnovati di Chiesa e nella società in cui viviamo”, su agensir.it.
18. 1 2  Leopardi, pagg. 174-175.
19. ↑   Conti Consoli S. (1932-1936), Angelo musicante con ghirlanda di fiori, su beweb.chiesacattolica.it.
20. ↑   Conti Consoli S. (1932-1936), Angelo musicante, su beweb.chiesacattolica.it.
21. ↑   Sgrò R. (1933), San Giuseppe col Bambino, su beweb.chiesacattolica.it. URL consultato il 17 giugno 2019.
22. ↑   Ambito di Ortisei sec. XX, Sacro Cuore di Gesù, su beweb.chiesacattolica.it. URL consultato il 17 giugno 2019.
23. ↑   Ambito di Ortisei sec. XX, Crocifisso ligneo, su beweb.chiesacattolica.it. URL consultato il 17 giugno 2019.
24. ↑   Ambito dell'Italia meridionale sec. XX, Paesaggio, su beweb.chiesacattolica.it. URL consultato il 17 giugno 2019.
25. ↑   Bottega calabrese (post 1894), Lapide commemorativa, su beweb.chiesacattolica.it. URL consultato il 17 giugno 2019.
26. ↑   Gambacorta A. (2002), Santa Lucia, su beweb.chiesacattolica.it. URL consultato il 17 giugno 2019.
27. ↑   Conti Consoli S. (1936), Santa Maria Maddalena dei Pazzi, su beweb.chiesacattolica.it. URL consultato il 17 giugno 2019.
28. ↑   Calì P. sec. XX, Sant'Elia profeta, su beweb.chiesacattolica.it. URL consultato il 17 giugno 2019.
29. ↑   Ambito dell'Italia merid. sec. XX, Santa Teresa d'Avila e Santa Teresa di Lisieux, su beweb.chiesacattolica.it. URL consultato il 17 giugno 2019.
30. ↑   Conti Consoli S. (1932), Maria Vergine e Angeli, su beweb.chiesacattolica.it. URL consultato il 17 giugno 2019.
31. ↑   Conti Consoli S. (1934), Madonna del Carmelo, su beweb.chiesacattolica.it. URL consultato il 17 giugno 2019.
32. ↑   Conti Consoli S. (1933), Incoronazione di Maria Vergine, su beweb.chiesacattolica.it. URL consultato il 17 giugno 2019.
33. ↑   Conti Consoli S. (1933), San Cirillo d'Alessandria, su beweb.chiesacattolica.it. URL consultato il 17 giugno 2019.
34. ↑   Conti Consoli S. (1933), San Battista Mantovano, su beweb.chiesacattolica.it. URL consultato il 17 giugno 2019.
35. ↑   Conti Consoli S. (1933), San Pietro Tomas, su beweb.chiesacattolica.it. URL consultato il 17 giugno 2019.
36. ↑   Conti Consoli S. (1933), San Giovanni della Croce, su beweb.chiesacattolica.it. URL consultato il 17 giugno 2019.
37. ↑  Conti Consoli S. (1936), Annunciazione
38. ↑  Conti Consoli S. (1936), Adorazione del Bambino
39. ↑  Rechichi P.- Chitton A. (1777), Altare della Madonna del Carmine
40. ↑   De Lorenzo D. (1782), Madonna del Carmelo, su beweb.chiesacattolica.it. URL consultato il 17 giugno 2019.
41. ↑  Conti Consoli S. (1933), Madonna del Carmelo
42. ↑  Conti Consoli S. (1932-1936), Navicella di Pietro
43. ↑   Chi siamo, su vitacarmelitana.org. URL consultato il 4 maggio 2020.
44. ↑   Arciconfraternita di Maria SS. del Carmine, su confraternite.it. URL consultato il 3 agosto 2020.
45. ↑   Regione Calabria Dipartimento Urbanistica - AGGIORNAMENTO QUADRO CONOSCITIVO QTRP [collegamento interrotto], su burc.regione.calabria.it. URL consultato il 15 aprile 2019.